# Luigi Guglielmo di Baden-Baden
Luigi Guglielmo di Baden-Baden, conosciuto come Türkenlouis (Luigi il Turco) (Parigi, 8 aprile 1655 – Castello di Rastatt, 4 gennaio 1707), è stato margravio di Baden-Baden e Feldmaresciallo del Sacro Romano Impero per tutto il 1664.

## Biografia
Luigi era figlio del Margravio Ferdinando Massimiliano di Baden-Baden e della Principessa Luisa Cristina di Savoia-Carignano. Suo padre era il figlio maggiore del Margravio Guglielmo di Baden-Baden, al quale era premorto, lasciando Luigi a succedergli al trono del Margraviato di Baden-Baden ed a capo della linea cattolica della Casa di Zähringen.
Suo zio, fratello di sua madre era Eugenio Maurizio di Savoia-Soissons, padre del famoso Principe e Generale Eugenio di Savoia, all'ombra del quale Luigi visse e combatté, pur essendo formalmente alleato del cugino, prestando servizio al Sacro Romano Impero contro i francesi. I suoi genitori si estraniarono dal paese natio, e Luigi venne rapito ancora fanciullo dalla casa materna a Parigi e rimpatriato in Germania, dove venne cresciuto dalla nonna paterna.

## La carriera militare
Luigi venne soprannominato Türkenlouis o Scudo dell'Impero. I Turchi ottomani con i quali si scontrò lo definirono il Re Rosso a causa della propria uniforme che constava di una giacca rossa che lo rendeva distinguibilissimo sui campi di battaglia. Egli ebbe il grande compito di difendere l'Europa dall'avanzata turca assieme al cugino Eugenio di Savoia.
Luigi fu un comandante militare al servizio del Sacro Romano Impero e nel corso della guerra austro-turca 1683-1699 venne nominato Comandante in Capo delle armate imperiali in Ungheria (1689), dove riscosse una vittoria che ebbe eco in Europa con la battaglia di Slankamen (19 agosto 1691), scontrandosi con le armate del Gran Visir Kara Mustafa. Poco dopo questi successi venne posto a capo di un'armata schierata lungo il fiume Reno ed impegnata nella Guerra della Grande Alleanza.
Successivamente guidò le armate imperiali nella Guerra di successione spagnola, nel corso della quale espugnò la città di Landau nel settembre del 1702, dovendosi però ritirare presto ed attraversare il Reno, dove venne sconfitto dai francesi, comandati dal Duca Claude-Louis-Hector de Villars, nella battaglia di Friedlingen. Nel 1704 partecipò alla gloriosa campagna tedesca inaugurata da John Churchill e da Eugenio di Savoia.
Egli si distinse poi nella battaglia di Schellenberg, assediò e catturò le città di Ingolstadt e Landau, sbaragliando le truppe bavaresi nella decisiva battaglia di Blenheim.
Alla morte di Luigi, nel 1707, sua moglie fece costruire il Castello Favorita, una residenza estiva in memoria del marito. Sul trono del Margraviato di Baden-Baden gli succedette il figlio maggiore Luigi Giorgio.

## Matrimonio e figli
Per volere dell'Imperatore, Luigi Guglielmo sposò la principessa Sibilla di Sassonia-Lauenburg, dalla quale ebbe i seguenti eredi:
- Leopoldo Guglielmo, (1694 – 1695 a Günsburg)
- Carlotta, (1696 – 1700)
- Carlo Giuseppe, (1697 – 1703)
- Guglielmina, (1700 – 1702)
- Luisa (1701 a Norimberga – 1707)
- Luigi Giorgio Simperto, (7 giugno 1702 a Ettlingen – 22 ottobre 1761 a Rastatt)
- Guglielmo Giorgio Simperto, (1703 ad Aschaffenburg – 1709 a Baden-Baden)
- Augusta Maria Giovanna, (10 novembre 1704 a Aschaffenburg – 8 agosto 1726 a Parigi)
- Augusto Giorgio Simperto, (14 gennaio 1706 – 21 ottobre 1771 a Rastatt)

Per ironia della sorte, il principe-soldato che aveva combattuto i francesi per la maggior parte della propria carriera, diciassette anni dopo la morte di Luigi Guglielmo, l'unica sua figlia sopravvissuta, Augusta Maria Giovanna, sposò Luigi di Borbone-Orléans, figlio del Duca d'Orleans e, al tempo del loro matrimonio, primo nella successione al trono di Francia. Suo discendente, originatosi in linea da questo matrimonio, fu Luigi Filippo di Francia, re di Francia dal 1830.

## Ascendenza
|                                           |                            |                                            | Genitori                                   |  |  | Nonni |  |  | Bisnonni                         |  |  | Trisnonni                          |  |
|                                           |                            |                                            |                                            |  |  |       |  |  | Edoardo Fortunato di Baden-Baden |  |  | Cristoforo II di Baden-Rodemachern |  |
|                                           |                            |                                            |                                            |  |  |       |  |  | Edoardo Fortunato di Baden-Baden |  |  | Cristoforo II di Baden-Rodemachern |  |
|                                           |                            | Cecilia Vasa                               |                                            |  |  |       |  |  | Edoardo Fortunato di Baden-Baden |  |  |                                    |  |
| Guglielmo di Baden-Baden                  |                            |                                            |                                            |  |  |       |  |  | Edoardo Fortunato di Baden-Baden |  |  |                                    |  |
|                                           |                            | Maria van Eicken                           | Joost van der Eycken                       |  |  |       |  |  |                                  |  |  |                                    |  |
|                                           |                            | Maria van Eicken                           | Joost van der Eycken                       |  |  |       |  |  |                                  |  |  |                                    |  |
|                                           |                            | Maria van Eicken                           | Barbara de Mol                             |  |  |       |  |  |                                  |  |  |                                    |  |
| Ferdinando Massimiliano di Baden-Baden    |                            | Maria van Eicken                           |                                            |  |  |       |  |  |                                  |  |  |                                    |  |
|                                           |                            | Giovanni Giorgio di Hohenzollern-Hechingen | Eitel Federico I di Hohenzollern-Hechingen |  |  |       |  |  |                                  |  |  |                                    |  |
|                                           |                            | Giovanni Giorgio di Hohenzollern-Hechingen | Eitel Federico I di Hohenzollern-Hechingen |  |  |       |  |  |                                  |  |  |                                    |  |
|                                           |                            | Giovanni Giorgio di Hohenzollern-Hechingen | Sibilla di Zimmern                         |  |  |       |  |  |                                  |  |  |                                    |  |
| Caterina Ursula di Hohenzollern–Hechingen |                            | Giovanni Giorgio di Hohenzollern-Hechingen |                                            |  |  |       |  |  |                                  |  |  |                                    |  |
|                                           |                            | Francesca di Salm-Dhaun                    | …                                          |  |  |       |  |  |                                  |  |  |                                    |  |
|                                           |                            | Francesca di Salm-Dhaun                    | …                                          |  |  |       |  |  |                                  |  |  |                                    |  |
|                                           |                            | Francesca di Salm-Dhaun                    | …                                          |  |  |       |  |  |                                  |  |  |                                    |  |
| Luigi Guglielmo di Baden-Baden            |                            | Francesca di Salm-Dhaun                    |                                            |  |  |       |  |  |                                  |  |  |                                    |  |
|                                           | Carlo Emanuele I di Savoia | Emanuele Filiberto I di Savoia             |                                            |  |  |       |  |  |                                  |  |  |                                    |  |
|                                           | Carlo Emanuele I di Savoia | Emanuele Filiberto I di Savoia             |                                            |  |  |       |  |  |                                  |  |  |                                    |  |
|                                           | Carlo Emanuele I di Savoia | Margherita di Francia                      |                                            |  |  |       |  |  |                                  |  |  |                                    |  |
| Tommaso Francesco di Savoia               | Carlo Emanuele I di Savoia |                                            |                                            |  |  |       |  |  |                                  |  |  |                                    |  |
|                                           |                            | Caterina Michela d'Asburgo                 | Filippo II di Spagna                       |  |  |       |  |  |                                  |  |  |                                    |  |
|                                           |                            | Caterina Michela d'Asburgo                 | Filippo II di Spagna                       |  |  |       |  |  |                                  |  |  |                                    |  |
|                                           |                            | Caterina Michela d'Asburgo                 | Elisabetta di Valois                       |  |  |       |  |  |                                  |  |  |                                    |  |
| Luisa Cristina di Savoia-Carignano        |                            | Caterina Michela d'Asburgo                 |                                            |  |  |       |  |  |                                  |  |  |                                    |  |
|                                           |                            | Carlo di Borbone-Soissons                  | Luigi I di Borbone-Condé                   |  |  |       |  |  |                                  |  |  |                                    |  |
|                                           |                            | Carlo di Borbone-Soissons                  | Luigi I di Borbone-Condé                   |  |  |       |  |  |                                  |  |  |                                    |  |
|                                           |                            | Carlo di Borbone-Soissons                  | Francesca d'Orléans-Longueville            |  |  |       |  |  |                                  |  |  |                                    |  |
| Maria di Borbone-Soissons                 |                            | Carlo di Borbone-Soissons                  |                                            |  |  |       |  |  |                                  |  |  |                                    |  |
|                                           |                            | Anna di Montafià                           | Luigi di Montafià                          |  |  |       |  |  |                                  |  |  |                                    |  |
|                                           |                            | Anna di Montafià                           | Luigi di Montafià                          |  |  |       |  |  |                                  |  |  |                                    |  |
|                                           |                            | Anna di Montafià                           | Giovanna di Coesme                         |  |  |       |  |  |                                  |  |  |                                    |  |
|                                           |                            | Anna di Montafià                           |                                            |  |  |       |  |  |                                  |  |  |                                    |  |